# Nadterechnyy (huyện)
Huyện Nadterechnyy (tiếng Nga: ? райо́н) là một huyện hành chính tự quản (raion), của Chechnya, Nga. Huyện có diện tích 888 km², dân số thời điểm ngày 1 tháng 1 năm 2000 là 39800 người. Trung tâm của huyện đóng ở Ziamenskoye.